# Cosimo II. de’ Medici

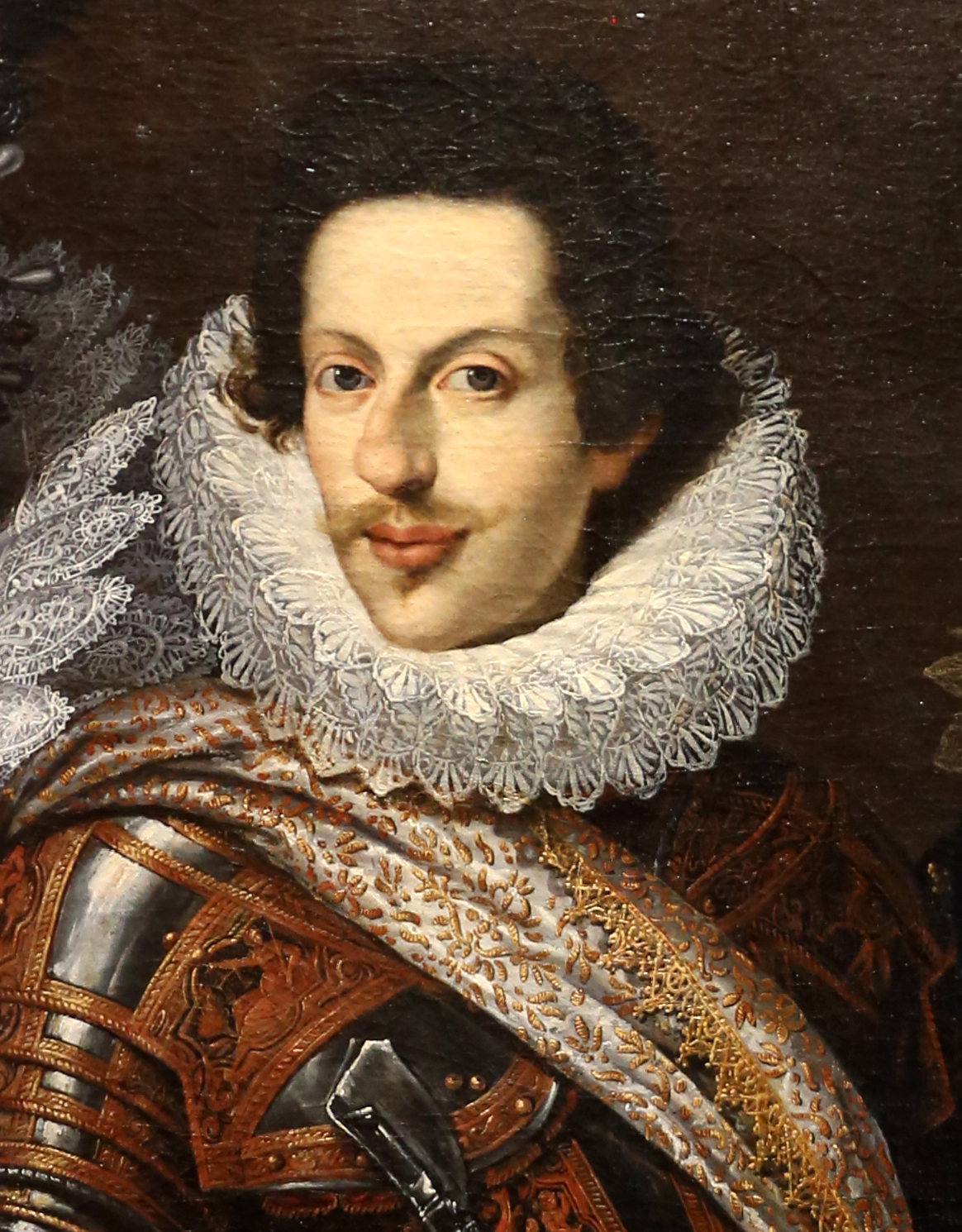
Cosimo II. de’ Medici

Cosimo II. de’ Medici (* 12. Mai 1590 in Florenz; † 28. Februar 1621 ebenda) aus der Familie Medici war seit 1609 als Großherzog der Toskana der Nachfolger seines Vaters Ferdinando I. Seine Mutter war Christine von Lothringen.

## Leben
Im Herbst 1610 ernannte er seinen ehemaligen Lehrer Galileo Galilei zum Hofmathematiker und -philosophen und zum Ersten Mathematikprofessor in Pisa – ohne jede Lehrverpflichtung. Er bekam volle Freiheit, sich ganz der Forschung zu widmen. Cosimo wirkte später als Beschützer Galileis gegen die Inquisition. 
Cosimo heiratete am 19. Oktober 1608 Maria Magdalena von Österreich, Tochter des Erzherzogs Karl. Das Paar hatte acht Kinder:
- Maria Cristina (* 24. August 1609; † 9. August 1632)
- Ferdinando II. (* 14. Juli 1610; † 23. Mai 1670), Großherzog 1621 ⚭ 1634 Vittoria della Rovere (* 7. Februar 1622; † 5. März 1694), Tochter des Francesco Ubaldo della Rovere, Fürst von Urbino
- Giancarlo (* 24. Juli 1611; † 23. Januar 1663), 1644 Kardinal
- Margherita (* 31. Mai 1612; † 6. Februar 1679) ⚭ 11. Oktober 1628 Odoardo I. Farnese Herzog von Parma (1612–1646)
- Matteo (* 9. April 1613; † 14. Oktober 1667)
- Francesco (* 16. Oktober 1614; † 25. Juli 1634)
- Anna (* 21. Juli 1616; † 11. September 1676) ⚭ 10. Juni 1646 Ferdinand Karl Erzherzog von Österreich (1628–1662)[1]
- Leopoldo (* 6. November 1617; † 10. November 1675), 1663 Kardinal

Der an Magengeschwüren, Tuberkulose und Arthrose erkrankte Cosimo II. starb am 28. Februar 1621 in Florenz.